# 岘港机车企业
岘港机车企业（Xí Nghiệp Đầu Máy Đà Nẵng），原称岘港机务段（Đoạn Đầu Máy Đà Nẵng），于1976年10月1日由越南铁路总局（现越南铁路总公司）根据1801/TC-NS号文件成立。目前负责越南南北铁路洞海（广平）-瑶池（平定）区段的铁路客货运牵引任务。现有53台机车，其中有约36-41台在线路运用，与安园机车企业、河内机车企业、荣市机车企业、西贡机车企业等单位共同负责南北铁路的畅通运行。